# St Harmon
St Harmon est un village et une communauté du Powys, au pays de Galles.

## Géographie
St Harmon est situé dans le centre du Powys, dans le comté historique du Radnorshire, à une dizaine de kilomètres au nord de la petite ville de Rhayader. Il est traversé par la Marteg (en), un affluent de la Wye.
La communauté de St Harmon comprend aussi les villages et hameaux de Nantgwyn et Pantydwr.

## Démographie
Au recensement de 2011, la communauté de St Harmon comptait 593 habitants.